# Olga Golovkinová
Olga Golovkinová, rusky Ольга Геннадьевна Головкина, Olga Gennaďjevna Golovkina (* 17. prosince 1986 Berezniki) je ruská atletka. Její specializací je běh na středních a dlouhých tratích.
Na mistrovství Evropy v roce 2010 skončila ve finále běhu na 5000 metrů devátá, o dva roky později na evropském šampionátu v Helsinkách v této disciplíně zvítězila. V roce 2013 byla za použití dopingu potrestána dvouletým zákazem startu (do 1. srpna 2015). Její osobní rekord na 5000 metrů 15:05,26 pochází z roku 2012.